# Chemins de fer de la Banlieue de Reims
Pour les articles homonymes, voir CBR.
Les chemins de fer de la Banlieue de Reims (ou C.B.R.) étaient un réseau secondaire de chemins de fer à voie métrique du département de la Marne, qui, à son apogée, s'étendait sur 400 km en desservant 180 communes.

## Historique

### Les débuts

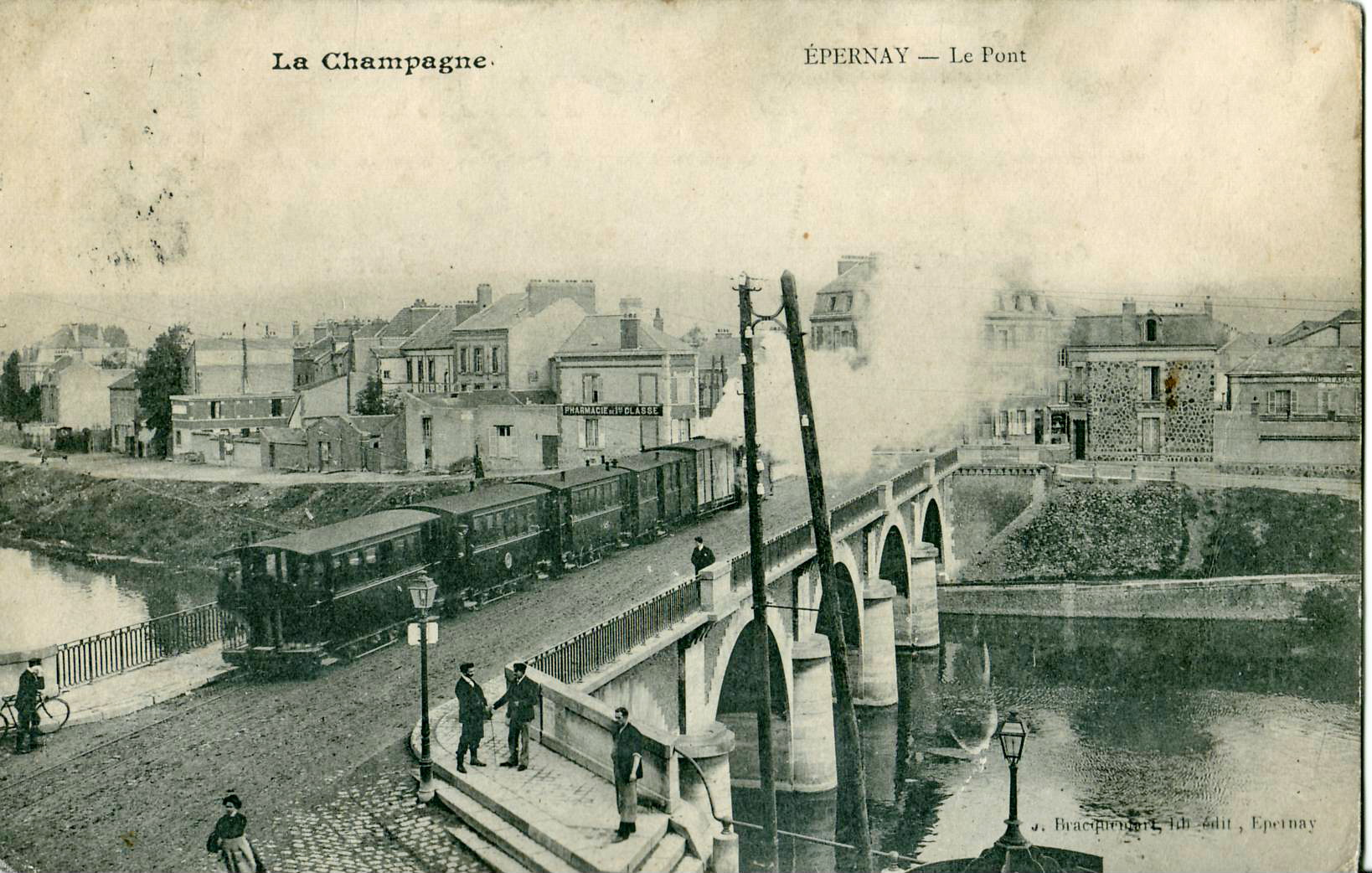
Un train sur le pont d'Épernay avant la Première Guerre mondiale.

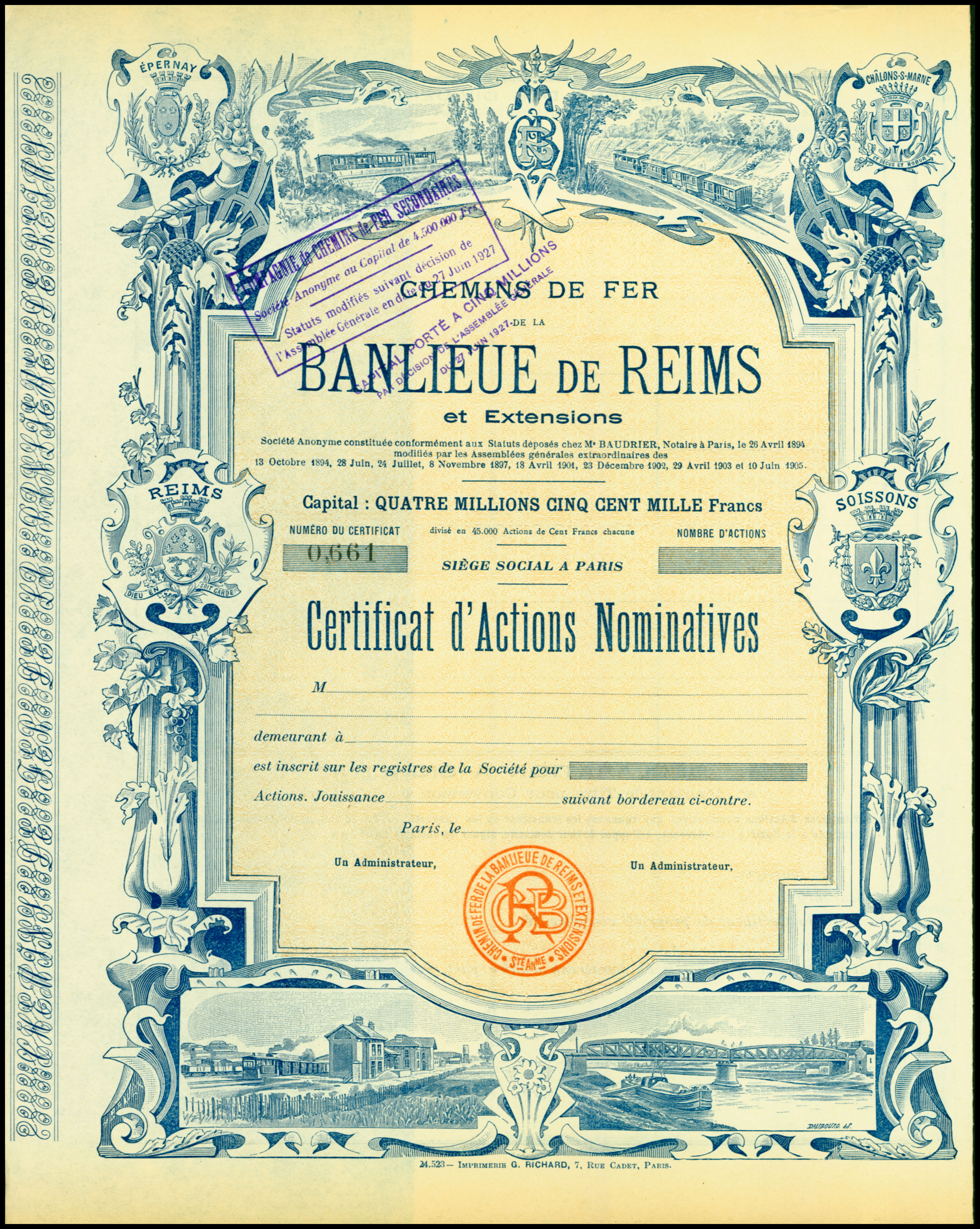
Action de la Chemins de Fer de la Banlieue de Reims et Extensions SA en date du 1905

La première ligne, ouverte en 1896, relie Reims à Ludes.
La ligne Épernay - Montmirail, déclarée d'utilité publique en 1899, fut mise en service en 1903, et ferma en 1937.
Lors de la Première Guerre mondiale, le réseau fut détruit à 90 % et reconstruit dans les années suivantes. En 1921 la circulation est rétablie sur les lignes de la Marne. Par contre la ligne de Soissons à Rethel est mise à voie normale par le par la Compagnie duNord-Est. Même si le CBR continue d'exploiter temporairement de 1921 à 1925 l'ancienne branche de Cormicy à Concevreux et de 1928 à 1933 Comicy à Berry-au-Bac, la société ne se remis pas de la perte de cet axe le plus rentable. 
Le coût de la reconstruction du réseau, la hausse des dépenses et la réduction inexorable du trafic, la perte pour le CBR de la ligne Soissons à Rethel, la plus rentable, amènent le département de la Marne a racheter le réseau au CBR qui l'exploitait en régie, qu'il afferme à la Société générale des transports départementaux (SGTD) à compter du 01 octobre 1927.
La SGTD, spécialisé dans le transport automobile, introduit dès le 16 octobre 1927 les premiers autocars sur la ligne Reims - Beine.
En 1929, on assiste aux premières suppressions de trains de voyageurs justifiées, comme ailleurs, par le développement des transports automobiles. Le remplacement sera complet pour les transports de voyageur en 1933.
Le réseau est repris en régie direct par le département de la Marne le premier octobre 1947 après 10 années d'affermage.
Le trafic voyageur cesse définitivement sur le réseau en 1947 sur la ligne Reims-Asfeld remis temporairement en service pour le transport des voyageurs en raison de la pénurie de transports routiers après la deuxième guerre mondiale. 
L'arrêt de tous les transports de marchandises sur voies métriques intervient en 1953 lors de la mise au gabari standard de la section de ligne Reims - Saint-Brice.

### Historique des lignes
| Section                               | Date d'ouverture  | Date de fermeture au trafic voyageurs | Date de fermeture au trafic marchandises | Concessionnaires                                        | Remarques                                                                                |
| ------------------------------------- | ----------------- | ------------------------------------- | ---------------------------------------- | ------------------------------------------------------- | ---------------------------------------------------------------------------------------- |
| Épernay - Ay                          | 4 août 1895       | 1937                                  | 1937                                     | TEM / CBR (1905)                                        | Tramway hippomobile de 1895 à 1905                                                       |
| Reims - Puisieulx                     | 16 mars 1896      | 20 mai 1931                           | Fin 1947                                 | CBR                                                     |                                                                                          |
| Puisieulx - Ludes                     | 16 mars 1896      | 20 mai 1931                           | 31 décembre 1933                         | CBR                                                     |                                                                                          |
| Ludes - Verzy                         | 4 avril 1896      | 20 mai 1931                           | 31 décembre 1933                         | CBR                                                     |                                                                                          |
| Ay - Mareuil-sur-Ay                   | 15 août 1896      | 1937                                  | 1937                                     | TEM / CBR (1905)                                        | Tramway hippomobile de 1895 à 1905                                                       |
| Reims - Saint-Brice                   | 14 avril 1897     | 8 janvier 1933                        | Mai 1953                                 | CBR                                                     | Transformé en voie normale en 1952 et géré dès lors comme embranchement industriel       |
| Saint-Brice - Cormicy                 | 14 avril 1897     | 8 janvier 1933                        | 31 décembre 1933                         | CBR                                                     |                                                                                          |
| Verzy - Ambonnay                      | 17 septembre 1901 | 20 mai 1931                           | 31 décembre 1933                         | CBR                                                     |                                                                                          |
| Reims - Villedommange                 | 20 mars 1903      | 20 mai 1931                           | Fin 1947                                 | CBR                                                     |                                                                                          |
| Villedommange - Fismes                | 20 mars 1903      | 20 mai 1931                           | Avant 1939                               | CBR                                                     |                                                                                          |
| Bouleuse - Dormans                    | 20 mars 1903      | 20 mai 1931                           | 31 décembre 1933                         | CBR                                                     |                                                                                          |
| Épernay - Ablois-Saint-Martin         | 27 juillet 1903   | 1937                                  | 1937                                     | CBR                                                     |                                                                                          |
| Ablois-Saint-Martin - Montmirail      | 27 juillet 1903   | 12 septembre 1932                     | 31 décembre 1933                         | CBR                                                     |                                                                                          |
| Soissons-Nord - Soissons-Saint-Waast  | 15 février 1904   | 15 janvier 1948                       | 15 janvier 1948                          | CBR / CDA (1918)                                        | Maintenu à voie métrique est exploité pour la desserte Soissons - Vic-sur-Aisne des CDA. |
| Soissons-Saint-Waast - Crouy          | 15 février 1904   | 1953                                  |                                          | CBR / CDA (1918) / NE (1922) / RTA (1952) / SNCF (1981) | Voie normale après la 1re guerre mondiale                                                |
| Crouy - Vailly                        | 15 février 1904   | 1953                                  | 31 juillet 1968                          | CBR / CDA (1918) / NE (1922) / RTA (1952)               | Voie normale après la 1re guerre mondiale                                                |
| Ambonnay - Châlons-Port               | 8 avril 1904      | 20 mai 1931                           | 31 décembre 1933                         | CBR                                                     |                                                                                          |
| Châlons-Port - Châlons-Transbordement | 15 août 1904      | 20 mai 1931                           | 31 décembre 1933                         | CBR                                                     |                                                                                          |
| Vailly - Concevreux                   | 1er août 1904     | 1914                                  | 1914                                     | CBR                                                     |                                                                                          |
| Concevreux - Cormicy                  | 1er août 1904     | 1925                                  | 1925                                     | CBR / CDA (1918) / NE (1922)                            |                                                                                          |
| Roucy - Corbeny                       | 1er août 1904     | 1914                                  | 1914                                     | CBR                                                     |                                                                                          |
| Cormicy - Berry-au-Bac                | 25 octobre 1903   | 8 janvier 1933                        |                                          | CBR                                                     |                                                                                          |
| Berry-au-Bac - Guignicourt            | 25 octobre 1903   | Mai 1940                              |                                          | CBR / CDA (1918) / NE (1922) / RTA (1952) / SNCF (1981) | Voie normale le 1er octobre 1933                                                         |
| Guignicourt - Neufchâtel              | 21 mai 1904       | Mai 1940                              | 1er avril 1987                           | CBR / CFS (1927) / RTA (1952) / SNCF (1981)             | Voie normale le 20 août 1961                                                             |
| Ambonnay - Mareuil-sur-Ay             | 25 mai 1905       | 20 mai 1931                           | 31 décembre 1933                         | CBR                                                     |                                                                                          |
| Neufchâtel - Évergnicourt             | 25 octobre 1903   | Mai 1940                              | 1er avril 1987                           | CBR / CFS (1927) / RTA (1952) / SNCF (1981)             | Voie normale le 20 août 1961                                                             |
| Évergnicourt - Asfeld                 | 25 octobre 1903   | Mai 1940                              | Mai 1940                                 | CBR / CFS (1927)                                        |                                                                                          |
| Asfeld - Rethel                       | 25 octobre 1903   | 31 décembre 1949                      | 1961                                     | CBR / CFS (1927) / RDTA (1950)                          |                                                                                          |
| Reims - Beine                         | 1er novembre 1913 | 16 octobre 1927                       | 31 décembre 1933                         | CBR                                                     |                                                                                          |
| Reims - Asfeld                        | 24 novembre 1913  | 10 octobre 1932                       | Fin 1947                                 | CBR                                                     | Trafic voyageur rétabli pendant la 2e guerre mondiale                                    |
| Vailly - Œuilly                       | 1919              | 1953                                  | 16 février 1966                          | CDA / NE (1922) / RTA (1952)                            | Voie normale                                                                             |
| Œuilly - Beaurieux                    | 1920              | 1953                                  | 16 février 1966                          | CDA / NE (1922) / RTA (1952)                            | Voie normale                                                                             |
| Beaurieux - Pontavert                 | 1921              |                                       | 1er juillet 1962                         | CDA / NE (1922) / RTA (1952)                            | Voie normale                                                                             |
| Cuiry - Concevreux                    | 10 juillet 1933   | Mai 1940                              | Mai 1940                                 | NE                                                      | Voie normale                                                                             |
| Concevreux - Berry-au-Bac             | 10 juillet 1933   | Mai 1940                              | 1er juillet 1960                         | NE / RTA (1952)                                         | Voie normale                                                                             |

Liste des concessionnaires : TEM : Tramway d'Épernay à Mareuil - CBR : Ch. de fer de la Banlieue de Reims - CDA : Ch. de fer Départementaux de l'Aisne - NE : Ch. de fer secondaires du Nord-Est - CFS : Ch. de fer secondaires - RDTA : Régie Départementale des Transports des Ardennes - RTA : Régie des Transports de l'Aisne

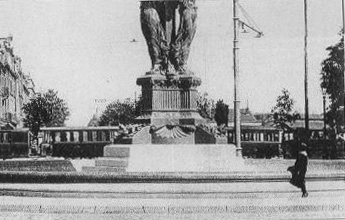
Un train place de la République à Reims.

## Première Guerre mondiale

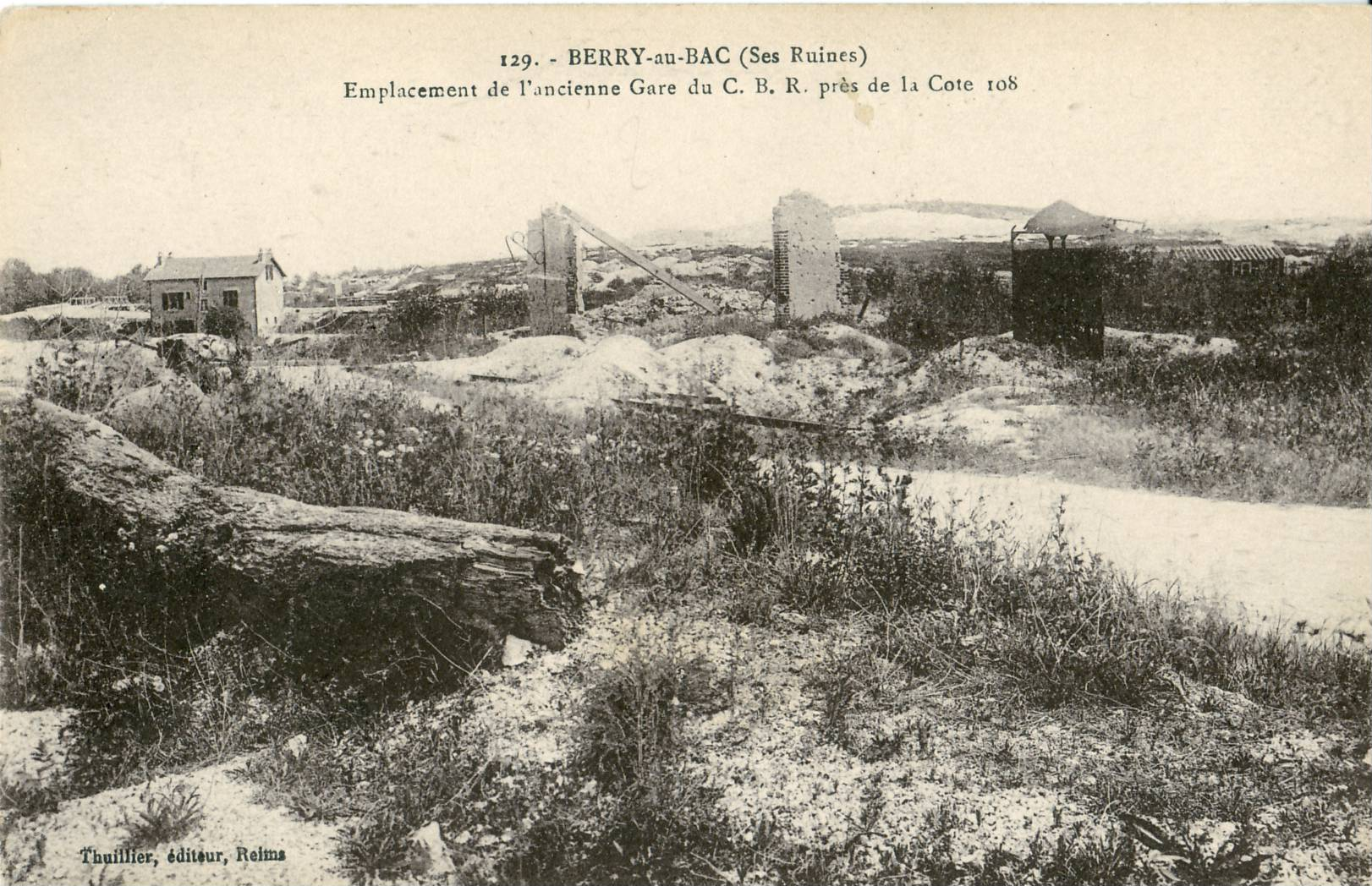
Destructions de la Première Guerre mondiale, ici, à Berry-au-Bac...

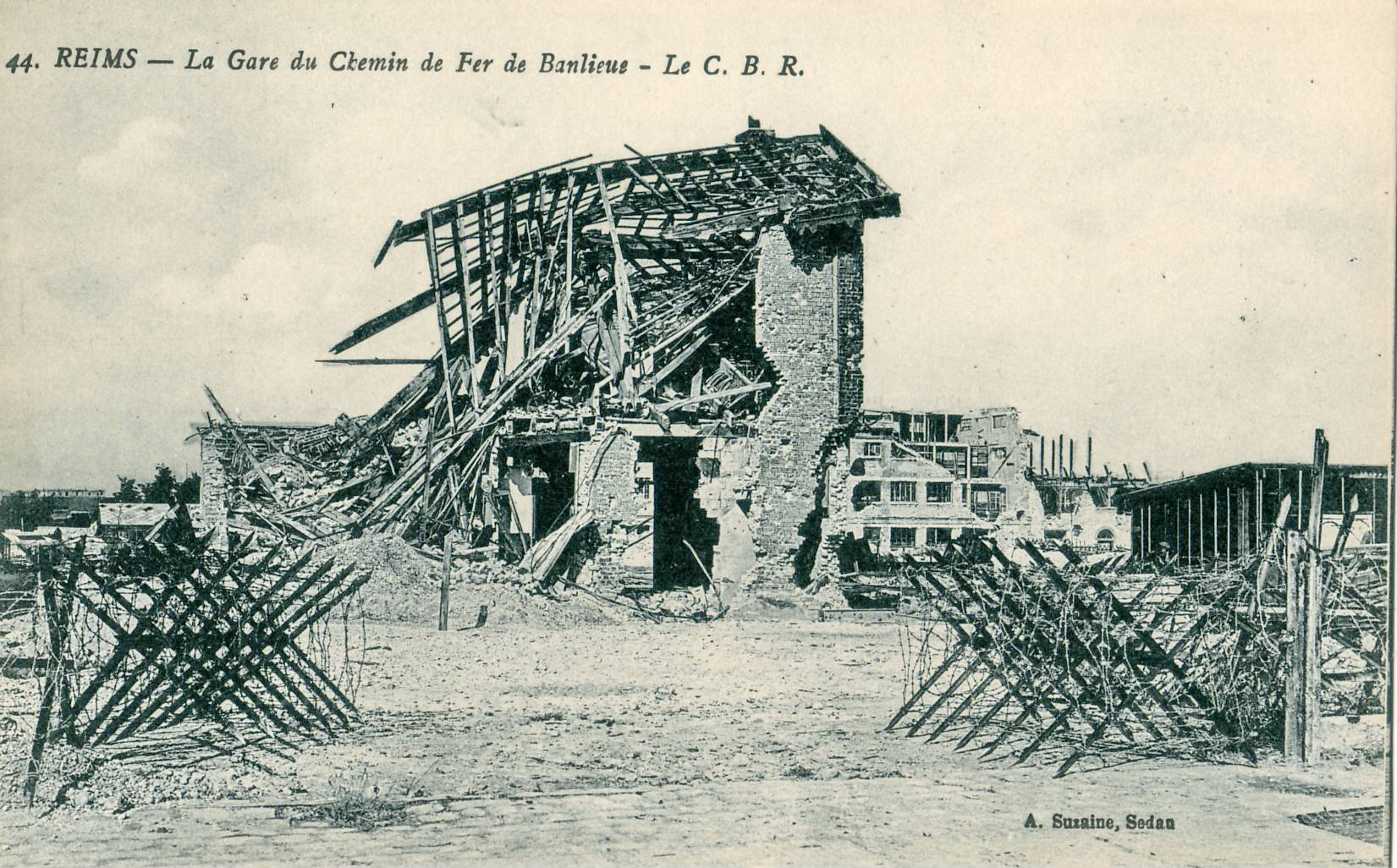
... et à Reims

Le réseau eut un rôle très important pendant la Première Guerre mondiale, et du subir de nombreuses destructions.
Dès le début de la guerre le trafic fut pratiquement interrompu. Toutefois autour de Dormans, un tronçon de 69 km reste en exploitation jusqu'en 1916 pour le transport des troupes, munitions et ravitaillement. La quasi-totalité du matériel roulant était entreposé à Dormans où il subit de très graves dommages.
La circulation se fait vers Châlons ou Épernay, le terminus est à Puisieulx et Reims promenade ou Maison Blanche selon les bombardements.

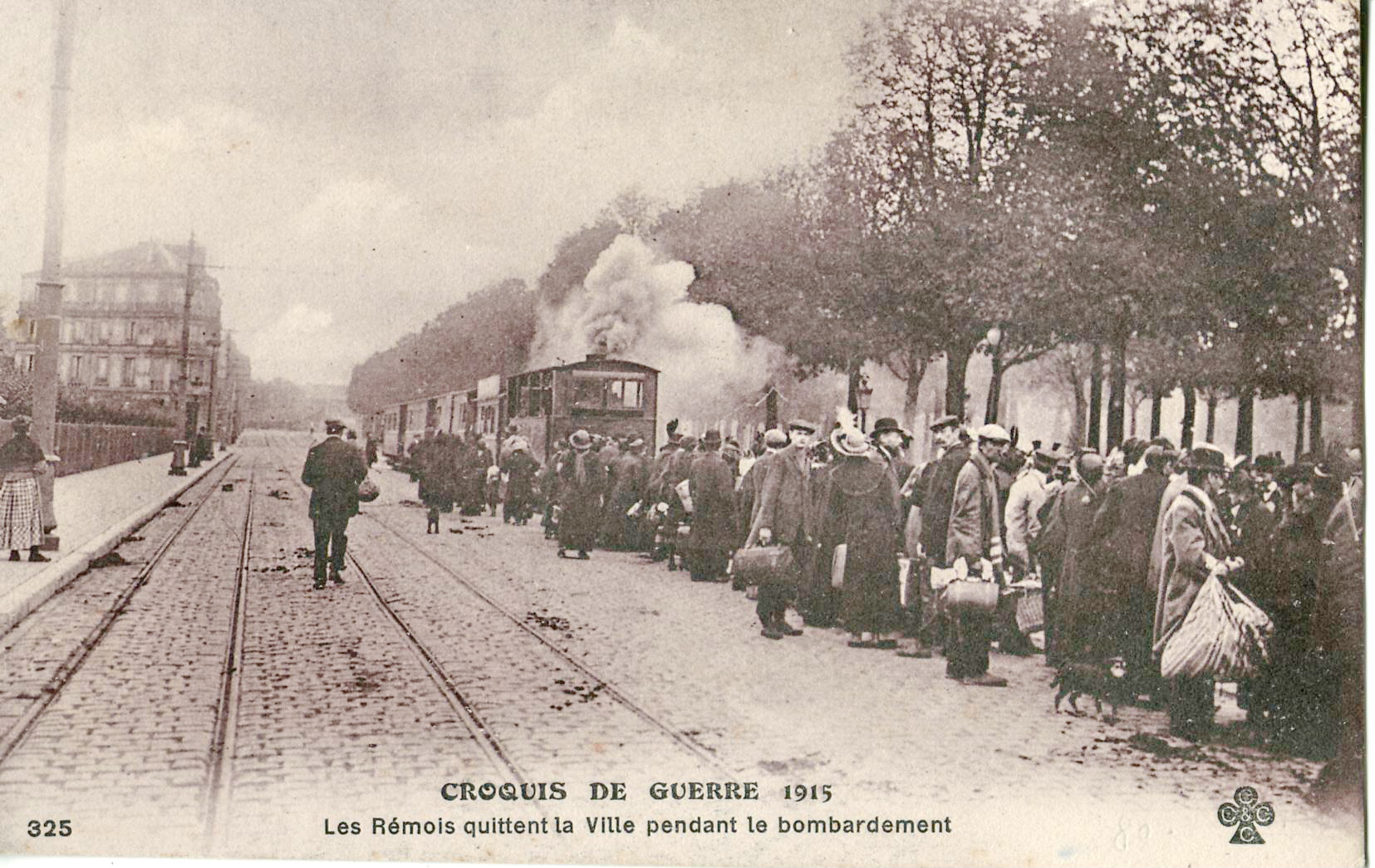
L'évacuation des Rémois par les CBR, en 1915.

À Reims, la situation s’était aggravée. à partir de décembre 1914 les habitants avaient dû évacuer leur ville. La gare de Reims étant inutilisable, selon les conditions de bombardement, ils embarquaient à l'arrêt Reims promenade ou Maison Blanche beaucoup d’entre eux, venaient à pied à Bezannes pour monter dans le C.B.R qui partait de nuit.
Bientôt, les lignes de Bezannes à leur tour furent coupées, et c’est jusqu’à Pargny-lès-Reims qu’il fallut aller prendre le train. Le C.B.R évacua environ 1 000 personnes par jour. En août 1915, la ville ne comptait plus que 26 000 habitants qui étaient en grande partie ravitaillés par le chemin de fer.
L'armée utilisa certaines lignes du réseau CBR comme voies ferrées des réseaux de l'artillerie au front (voie étroite). Elles servirent au transport des blessés et du matériel militaire. La Ve Armée utilisa la plate-forme de certaines lignes du CBR pour y implanter la voie étroite des chemins de fer de campagne du système Péchot.
Une extension est mise en place pour ravitailler le fort de la Pompelle. Lors de l'Offensive Nivelle, sont créés 50 km de voies métriques entre Fismes et Mont-Notre-Dame, une gare à Courlandon, avec un parc de 10 locomotives Baldwin. Des sapeurs algériens gérèrent cette activité.

La 10e Section de Chemins de Fer de Campagne, mobilisée en novembre 1914, a exploité tous les réseaux de voie métrique utilisés pour les opérations militaires dont le CBR. 
L'historique et l'utilisation du chemin de fer militaire en France font l'objet d'un article détaillé : Chemin de fer militaire (France).
En 1915, le 5e régiment du génie vérifie les ouvrages d'art, renforce les voies et modifie des gares pour assurer l'importante circulation des matériaux, le port de Try-sur-Marne est relié au chemin de fer.
Au 31 mars 1919, 45 km de voies ont été remis en service, pour atteindre 468 km au 31/12/1919. La direction de C.B.R. demande le 27/6/1919, la restitution des voies à l'armée.

### Décoration
Croix de guerre 1914–1918
À la fin de la Première Guerre mondiale, les C.B.R furent décorés de la	 Croix de guerre.

## En régie de 1918 à 1926
Le 11 novembre 1918, seules les lignes Reims - Dormans et Bouleuse - Fismes sont utilisables après des réparations sommaires effectuées par la 10e section des chemins de fer de campagne.
Le 27 janvier 1919, le Conseil général transforme l'exploitation en régie. Dès le 1er janvier, les recettes vont au Conseil Général qui rembourse aux C.B.R les frais, augmentés de 10 % pour avance de fonds.
Les C.B.R perdent la relation Soissons - Rethel qui est le tronçon le plus rentable. Celui-ci, mis à voie normale, est affermé à la Compagnie des chemins de fer départementaux de l'Aisne, avec du matériel de la Compagnie des chemins de fer du Nord.

## La reconversion
Il y a un classement entre les lignes de chemins de fer militaires pouvant être reconverties en exploitation voyageurs et, celles pouvant seulement devenir exploitation commerciale ou industrielle.
Le 20 septembre 1920, le ministère de la guerre « abandonne gratuitement les infrastructures et supporte les charges d'occupation jusqu'à la fin des hostilités. Le réseau acquéreur supporte à son tour, les charges d'occupation des terrains à partir du 12 novembre 1918 et les dépenses d'acquisitions s'il y a lieu. Il paie le matériel de voie et les signaux au prix en vigueur. Il renonce à toute réclamation pour la remise en état des installations du réseau préexistant ».

## Les réparations
De 1919 à 1924, le travail est intense pour la remise en état des lignes, pour la reconstruction et pour l'évacuation des reliefs de la guerre. Dans cette optique, le gouvernement crée le ministère des régions libérées. Le nombre de kilomètres de voies en service passe de 45 en mars 1919, à 140 en avril puis 468, fin 1919 et 526 fin mars 1920. L'exploitation assure le trafic quotidien et aussi celui de la reconstruction (600 000 tonnes mensuellement en mars 1920).

## Fusion avec la S.G.T.D
Par un décret du 26 mars 1927, la C.B.R est rachetée et son réseau affermé à la Société Générale des Transports Départementaux qui était une société de transport routier.
Progressivement, les dessertes ferroviaires sont abandonnées au profit du transport routier assurés par autobus Panhard & Levassor :
- 16 octobre 1927, la ligne Reims/Benne
- 20 mai 1931, les axes Reims/Ambonnay/Châlons, Ambonnay/Epernay, Reims/Fismes, Bouleuse/Dormans
- 12 septembre 1932, Asfeld/Reims
- 8 janvier 1933, Cormicy/Berry-au-Bac

Certaines lignes ne sont maintenues que pour le transport de marchandises, transport qui fut souvent saisonnier (betteraves...).
Un renouveau d'intérêt existe alors pour les excursions en train. De nombreux Marnais retrouvent le plaisir du train lors de sorties dominicales.

## Transfert de l'exploitation à la route
Début 1933 la S.G.T.D met en place un plan de réforme qui inclut des réductions d'effectif et un Transfert de l'exploitation vers la route.
Devant cet état de fait, le Conseil général reprend en régie directe l'exploitation jusqu'à son abandon total le 1er octobre 1937

## Infrastructure
Les sections Cormicy - Soissons et Cormicy - Guignicourt sont situées en grande partie dans le département de l'Aisne. Les sections Guignicourt - Asfeld - Rethel et Reims - Asfeld sont situées en grande partie dans le département des Ardennes.
Le réseau était établi à l'écartement métrique, généralement en accotement de routes afin de réduire les dépenses, mais comprenant également des sections en site indépendant de la chaussée. De ce fait, les lignes avaient des tracés sinueux et accidentés, avec des rampes atteignant 43 mm/m. Le rail employé pèse 22 puis 25 kg/m.

### Lignes
Épernay - Montmirail (61 km)
Reims - Châlons-sur-Marne (58 km)

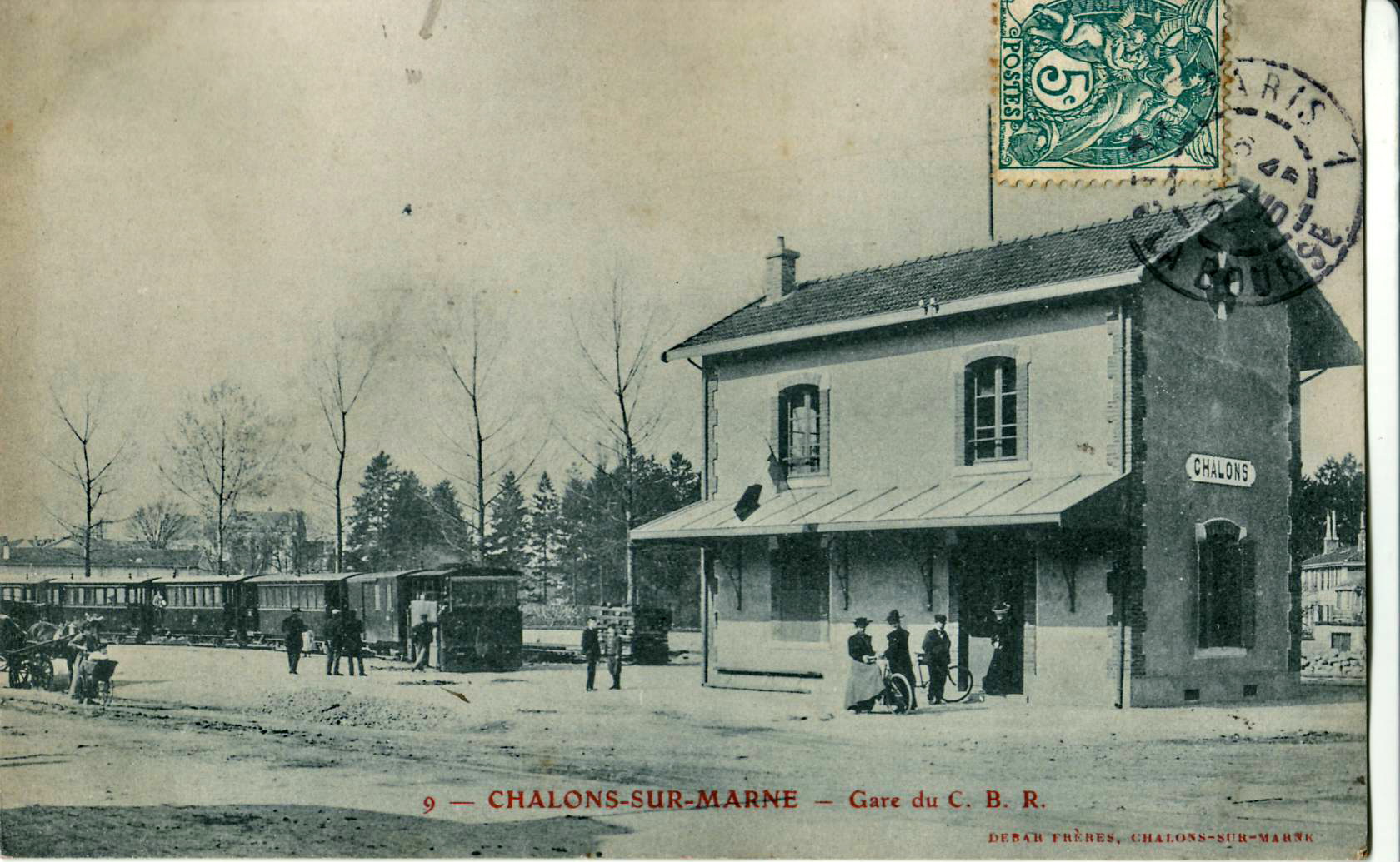
La gare de Châlons-sur-Marne

Reims - Cormicy (21 km)
Soissons - Cormicy - Guignicourt (60 km)
Roucy - Corbeny (embranchement)
Reims - Bouleuse  - Fismes (42 km)
Bouleuse - Dormans (25 km)
Ambonnay - Épernay (22 km)

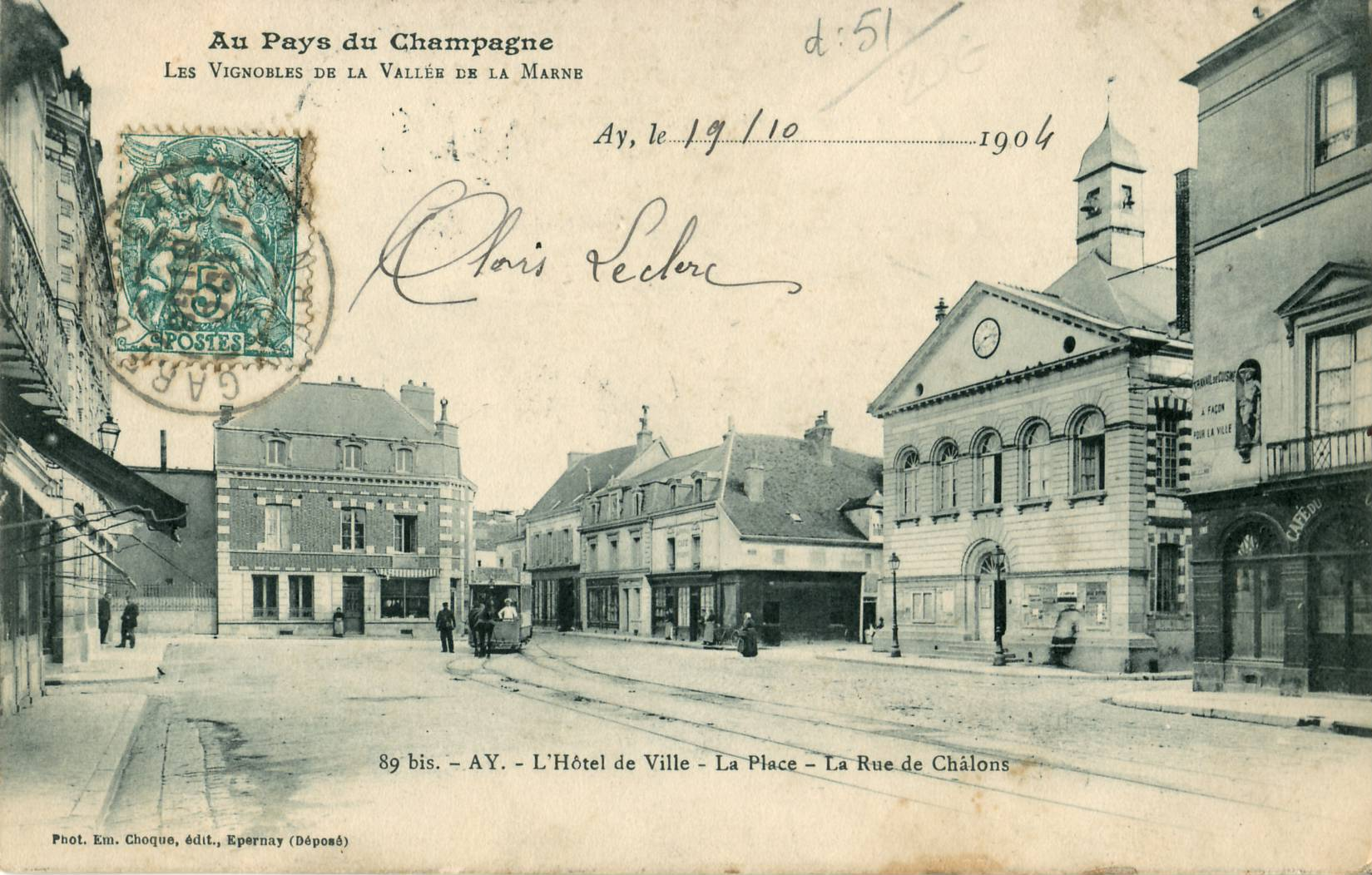
Une rame passe devant l'hôtel de Ville d'Ay
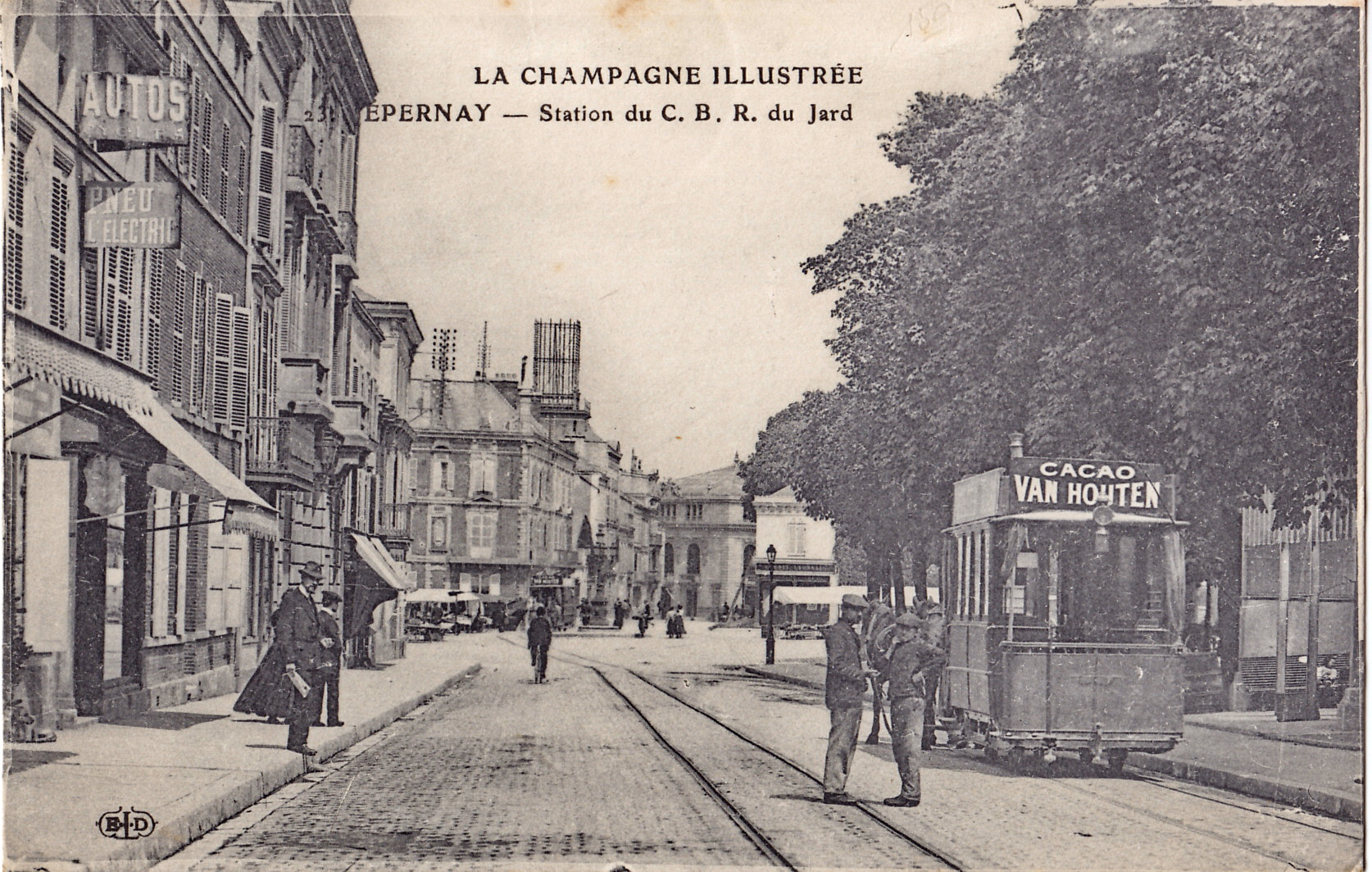
La station d'Epernay-Le Jard

Ambonnay - Châlons-sur-Marne (22 km)
Reims - Beine (19 km)
Reims - Verzy (28 km)
Reims - Asfeld (30 km)
Guignicourt-sur-Aisne - Rethel (37 km)

### Bâtiments

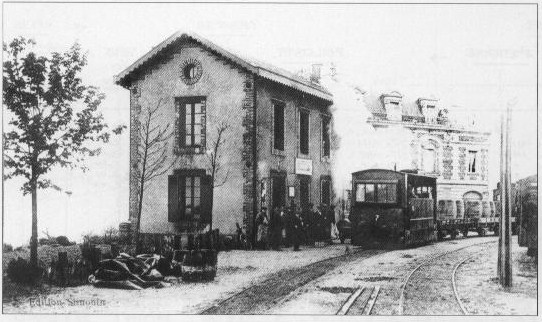
La Gare de type 1 de Verzy.

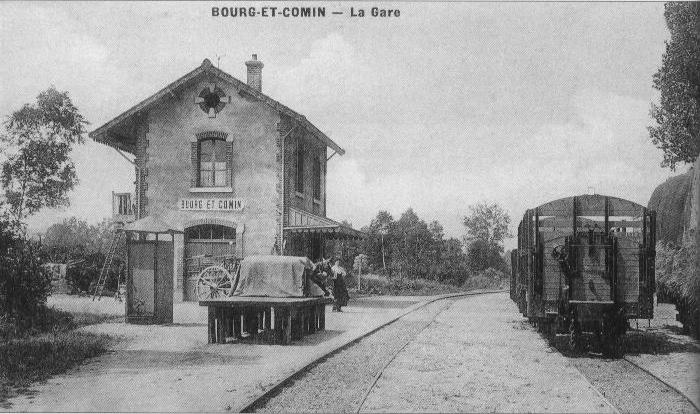
La gare de type 2 de Bourg-et-Comin.

Les bâtiments voyageurs comprenaient :
- le type 1, d'une longueur de 10 m et une largeur de 5,8 m avec auvent côté voie
  - T1 a ayant trois fenêtres à l'étage, une porte et deux fenêtres au rez-de-chaussée
  - T1 b ayant deux fenêtres à l'étage, une porte et une fenêtre au rez-de-chaussée
- le type 2, étant identique au T1 b mais seulement 8 m de longueur
- le type 3, étant comme le T2 mais avec un toit à quatre pans
- le type 4, sans étage mais avec un bâtiment accolé

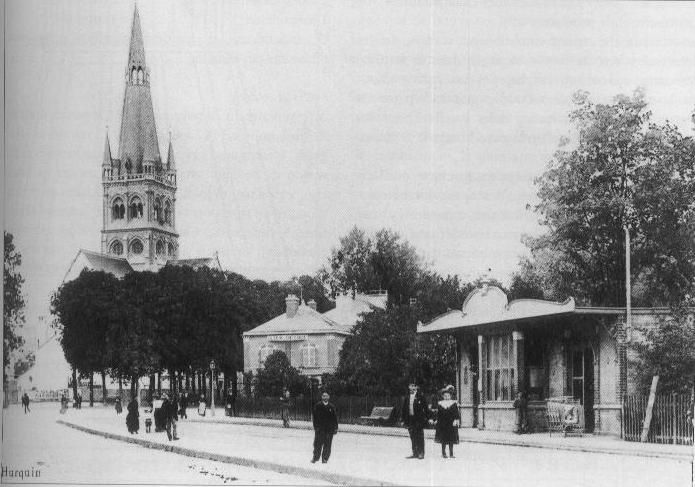
Épernay gare CBR, chalet de la gare des Mariniers

Les arrêts Mariniers à Épernay et Promenade à Reims étaient équipés de chalets en guise d'abri

### Ouvrages d'art
Les principaux ouvrages d'art étaient les suivants :
- Sur la Marne, au bas-Verneuil avec un pont-cage commun au trafic routier.
- Sur le Surmelin entre Le Baizil et Corribert.
- Sur le Petit Morin entre Talus-Saint-Prix et Baye.
- Sur l'Aisne et le Canal des Ardennes à Vailly-sur-Aisne, Guignicourt, Château-Porcien, Rethel et Vieux-lès-Asfeld.
- Sur un pont mixte commun avec la route à Pontavert.
- Sur les voies de chemin-de-fer comme à Bétheny et à Recy.

### Points d'eau
Il n'y avait pas là d'unité de style, 12 existaient pour le dépôt de Reims, 7 pour celui d'Épernay et 8 pour celui de Soissons.

## L'exploitation

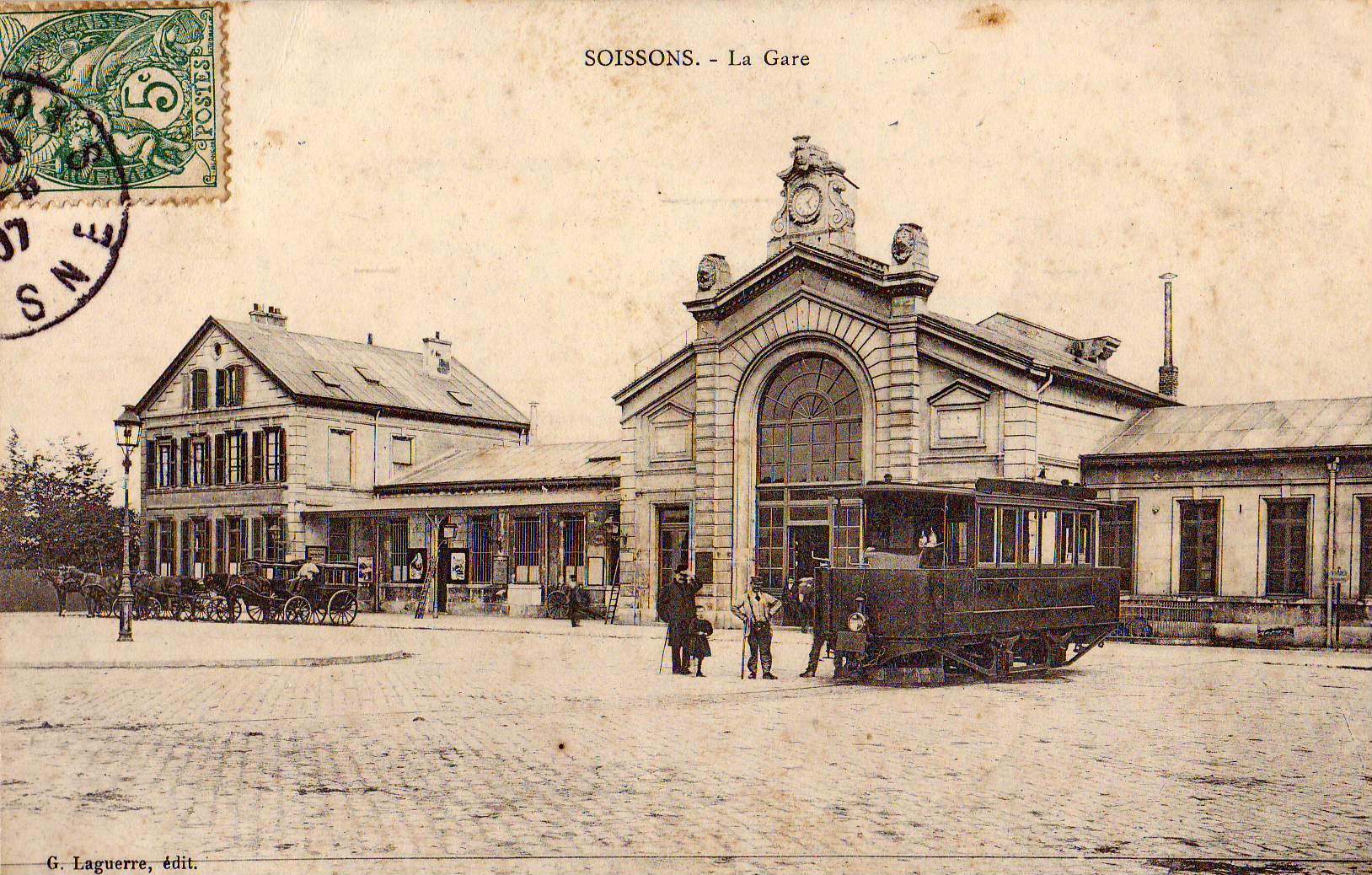
Automotrice Purrey en gare de Soissons.

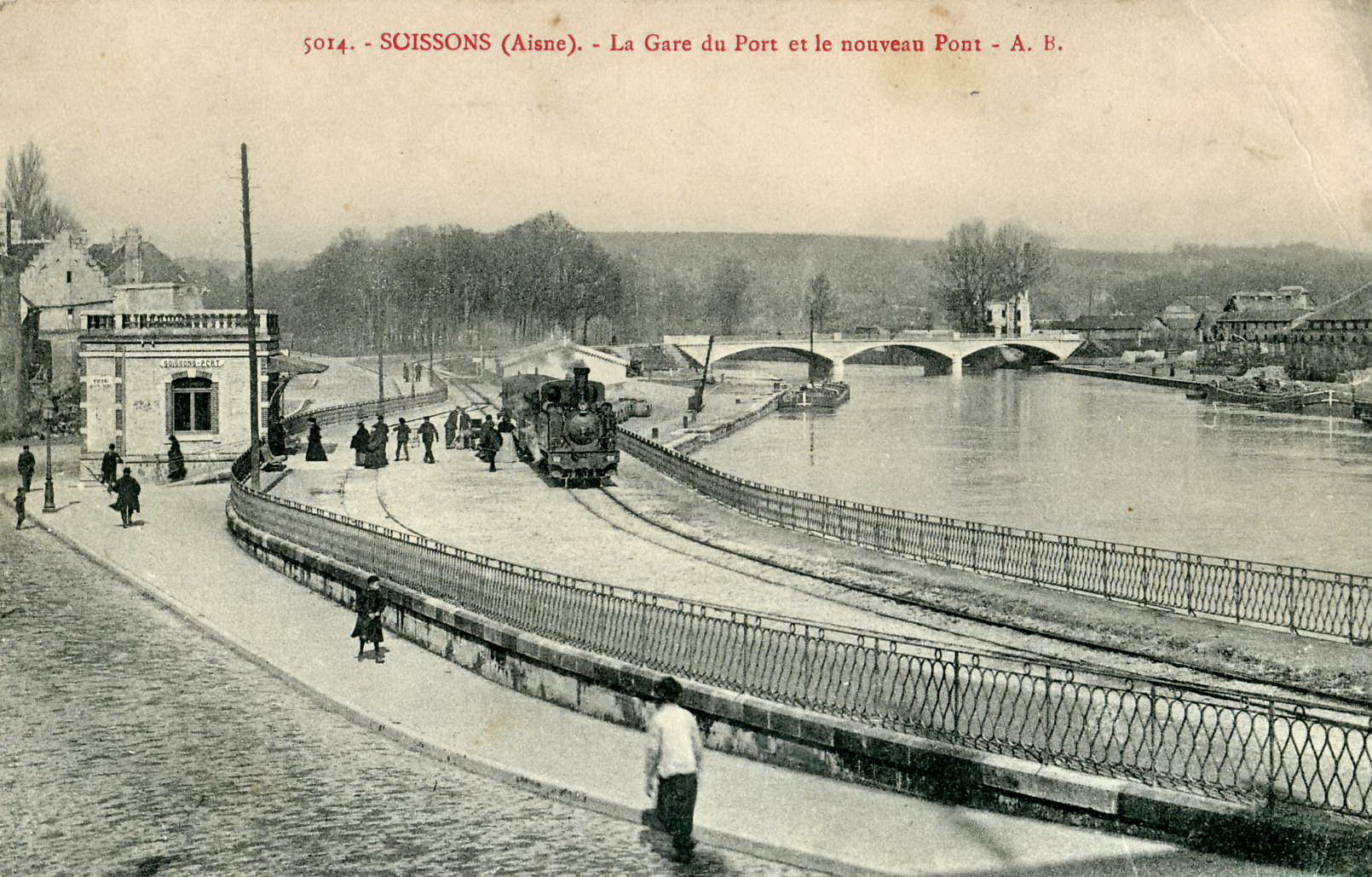
La gare du Port à Soissons

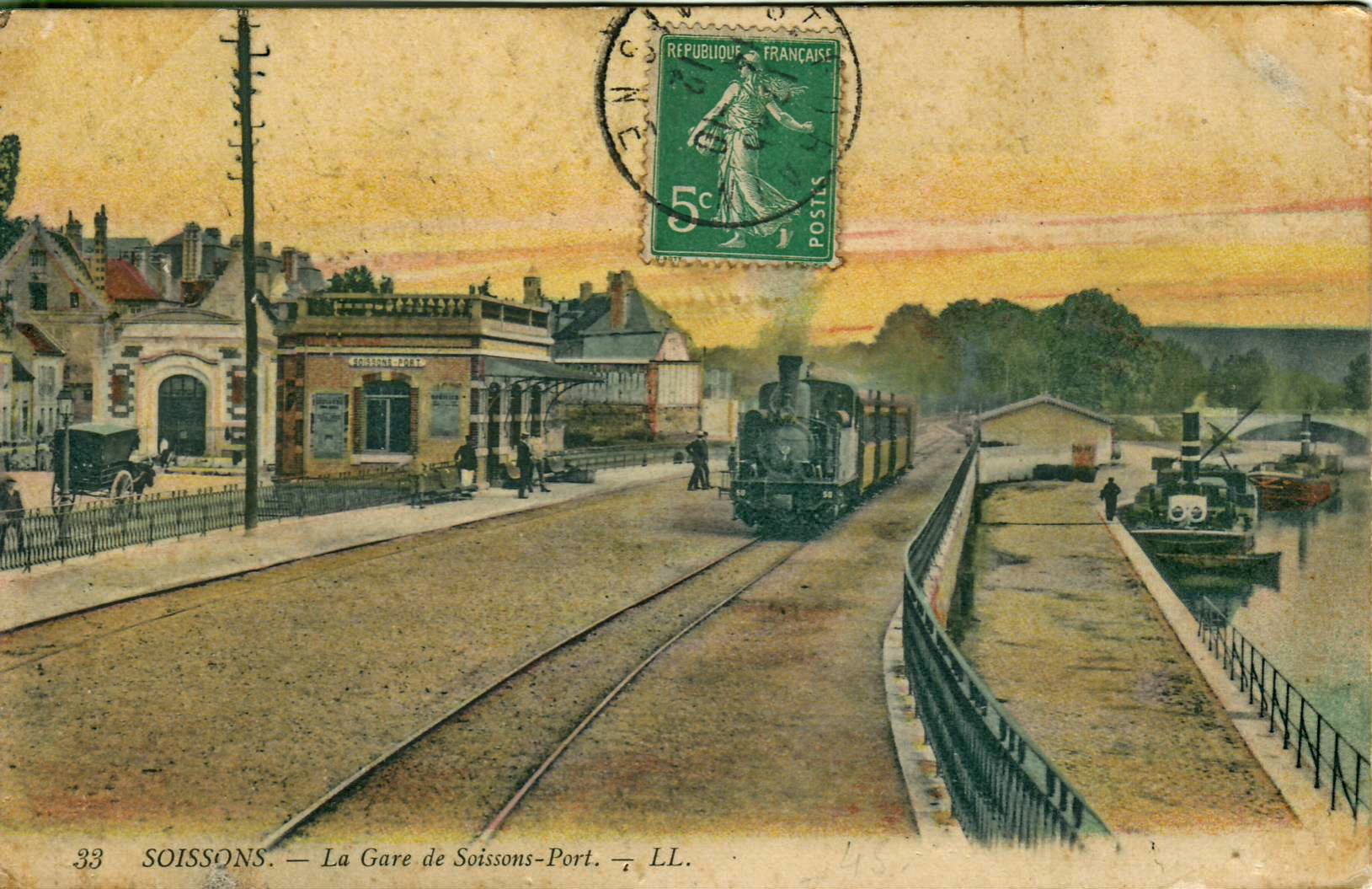
Autre vue de la gare de Soissons-Port

Le réseau était exploité par les compagnies suivantes :
- en 1894, la Compagnie de chemin de fer de la banlieue de Reims et extensions, créée à l'instigation du Baron Empain.
- en 1923, elle fusionna avec la Compagnie de chemin de fer de Marles à Moncornet pour former le Groupe des chemins de fer secondaires, renommé en 1927 Compagnie des chemins de fer secondaires.
- en 1960, cette compagnie fusionna avec la Compagnie de chemin de fer du Nord-Est pour former la Compagnie des chemins de fer secondaires et transports automobiles (CFSTA),
- en 1966, la CFSTA fusionna avec la Société générale des chemins de fer économiques (SE) pour former l'actuelle société des Chemins de fer et transport automobile (CFTA)[12].

## Matériel roulant

### Locomotives

#### Locomotives à vapeur
Le matériel roulant initial est constitué de 18 locomotives bicabines type 030T fournies par  Blanc-Misseron filiale de Tubize. Elles étaient d'un type classique des chemins de fer secondaires à voie métrique, dotées d'un tamponnement central et du frein continu à air comprimé.
Le matériel d'occasion est en italique.
| Illustration | Modèle / type                                            | Nombre | Numéros | Mise en service | Réforme | Remarques |
| ------------ | -------------------------------------------------------- | ------ | ------- | --------------- | ------- | --- |
|              | ANF Blanc-Misseron type 030T bicabine                    | 5      | 1-5     | 1896            |         | n° constructeur 145-149 |
|              | La Métallurgique de Tubize type 030T bicabine (occasion) | 1      | 6       |                 |         | Livrée par La Métallurgique de Tubize en 1889 au Chemin de fer à voie étroite de Bruxelles à Ixelles-Boendael (BIB) no 13 de la série 12-14, n° constructeur 743. |
|              | ANF Blanc-Misseron type 030T bicabine                    | 12     | 7-18    | 1903            |         | n° constructeur 262-273 |
|              | Christian Hagans type 020                                | 1      | 19      |                 |         | Pour les manœuvres. |
|              | Decauville type 030T bicabine                            | 7      | 20-26   |                 |         | |
|              | Corpet-Louvet Ct (030T)                                  | 5      | 30-34   | 1904            |         | |
|              | Corpet-Louvet Ct (030T)                                  | 11     | 50-60   | 1903-1911       |         | |
|              | Piguet type 130T                                         | 4      | 40-43   | 1912            |         | |

### Automotrices à vapeur
- no 118 et 119, automotrices à vapeur Purrey pour 18 places assises

### Voitures passagers
Il existait deux types de voitures voyageurs :
- voitures à essieux et plateformes extrêmes, (136 unités)
- voitures à essieux rayonnant Système de Rechter et plateformes extrêmes, (18 unités)

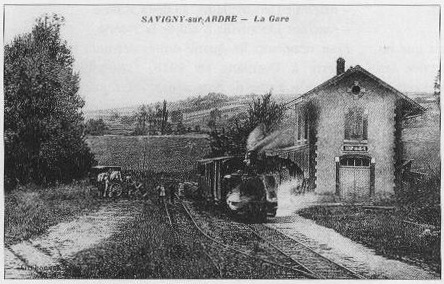
Locomotive Baldwin 031T en gare de Savigny sur Ardre

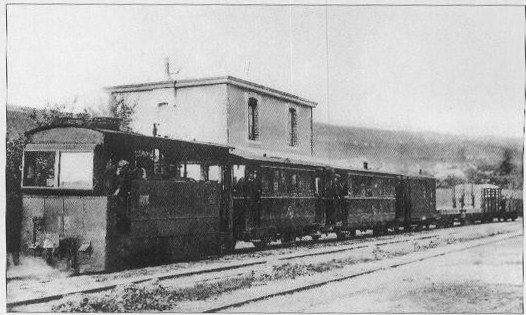
La locomotive Blanc-Misseron no 13, en tête d'un train mixte en gare d'Ay

#### Répartition en juin 1914 par dépôt
- Dépôt de Reims-Jacquart :

- Dépôt d'Épernay-la-Goësse :

- Dépôt de Soissons-Saint-Waast :

#### En 1919
Il ne reste plus que 35 locomotives en état de fonctionnement en 1919 à la remise par l'armée. Le C.B.R demande quatre locomotives Mallet abandonnées par les Allemands. Il obtiendra une dizaine de locomotives 031 T Baldwin provenant de la 10e section des chemins de fer de campagne.

#### Fin 1922

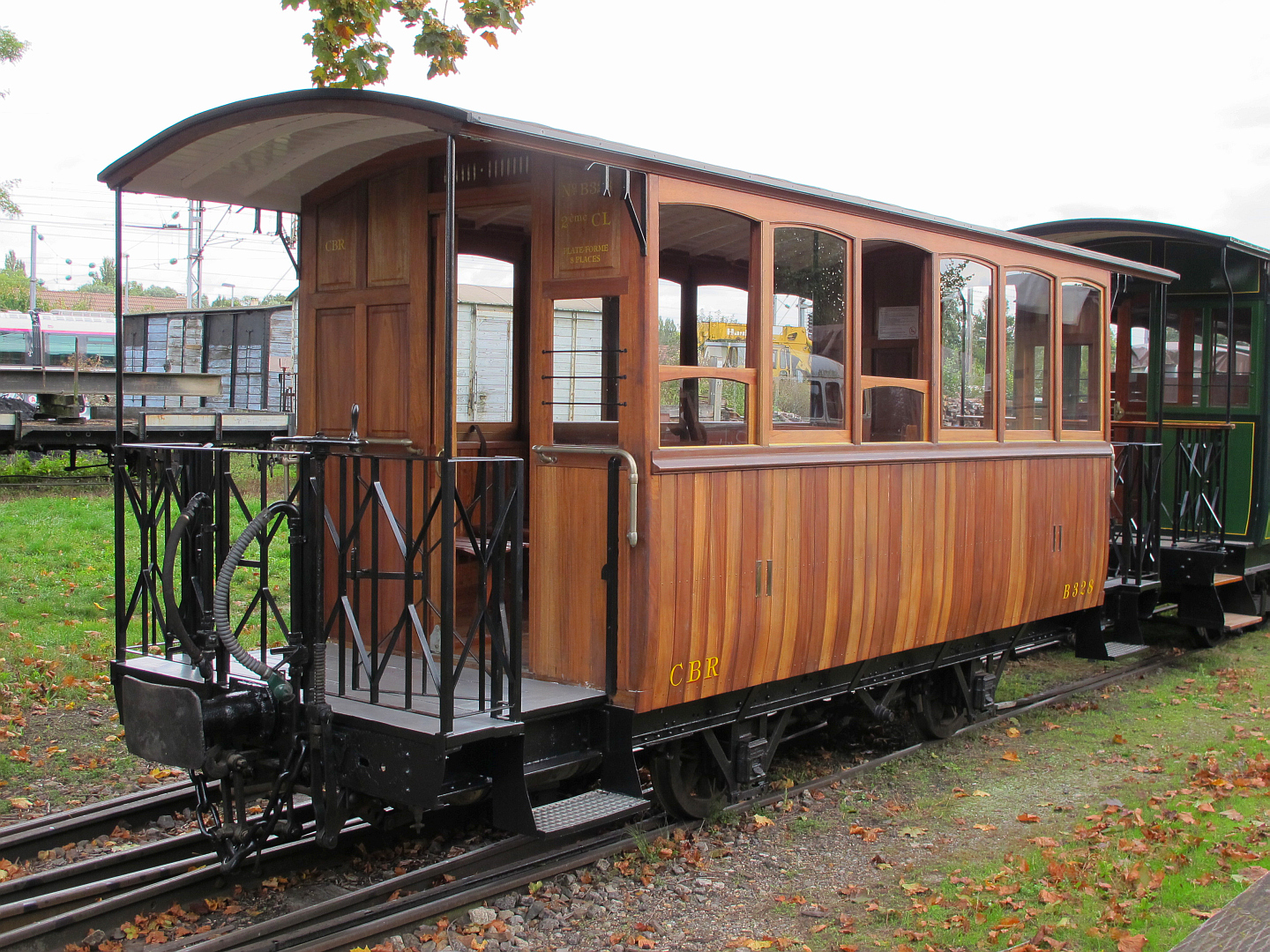
La voiture B 328 préservée au MTVS.

Les matériels réceptionnés :
- neuf :
  - 4 locomotives 130 T Piguet
  - 11 wagons couverts
  - 12 tombereaux
  - 6 wagons plats
- abandonné par les Allemands :
  - 5 Wagon-tombereau de 15 t
  - un wagon plat de 20 t
  - un wagon plat de 30 t
- commandé par le Conseil général :
  - 13 wagons plates-formes

## Matériel et installations préservés

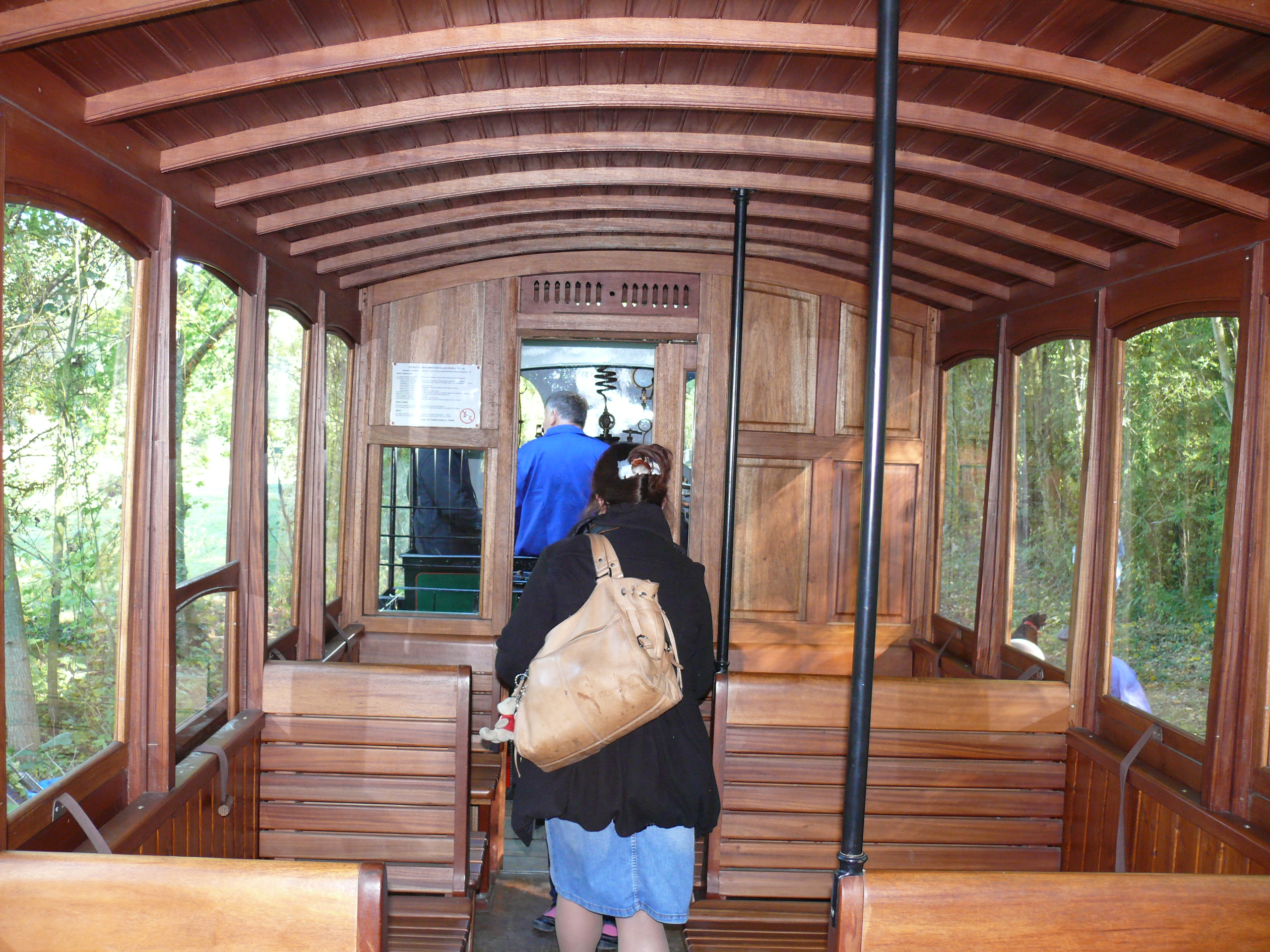
Intérieur de la voiture B 328 construite par Blanc-Misseron en 1892, restaurée par le MTVS

On peut notamment noter, parmi les matériels et installations préservés :
- une voiture à essieux de 2e classe, N° B 328, construite par Blanc-Misseron en 1892, reconstruite en 1994 sur châssis d'origine, conservée par le MTVS  Classé MH (1996)[15].

Bâtiments préservés
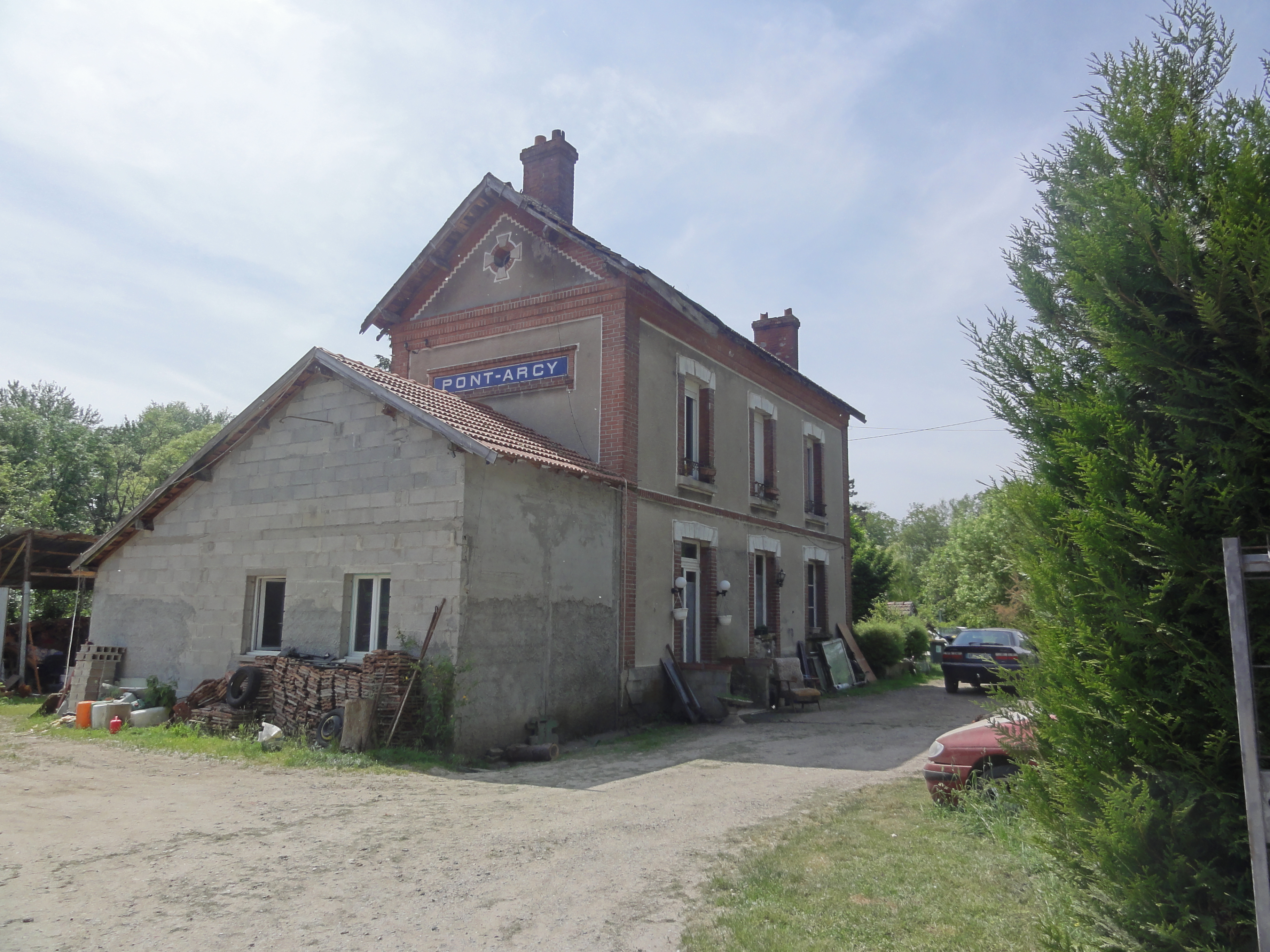
La gare de Pont-Arcy - Viel-Arcy en 2012, sur la ligne Soissons - Cormicy - Guignicourt, transformée en habitation.
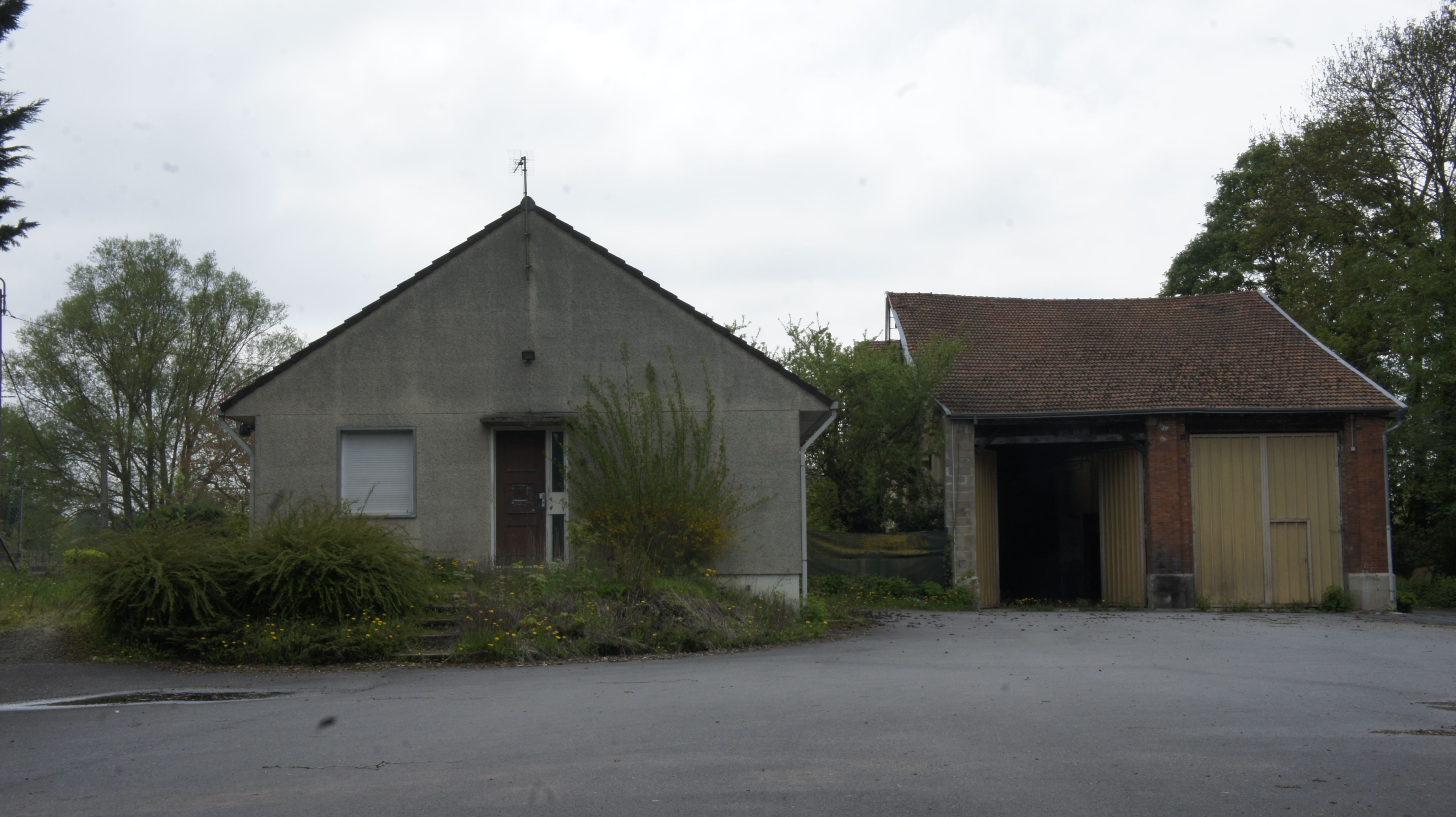
Bâtiments de la gare de Rethel
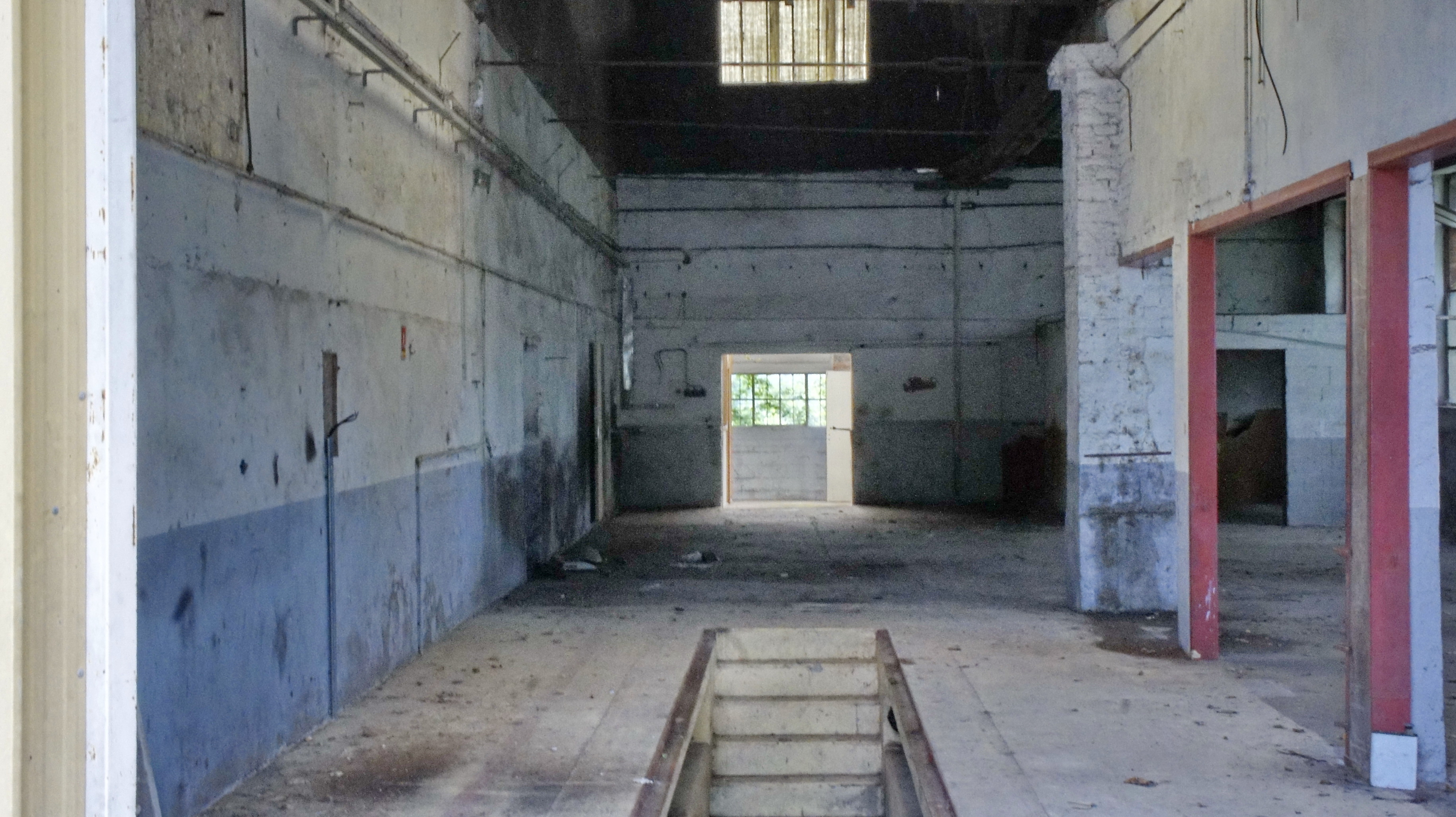
Le dépôt de Rethel en 2013